# 色物绒沟
色物绒沟，是中国长江流域的一条河流，汇入力丘河，属于金沙江水系。河长80千米，流域面积1080平方千米，年均流量29立方米每秒。自然落差1200米。水能理论蕴藏量6万千瓦。